# 基斯山 (彭內爾海岸)
70°54′S 163°19′E / 70.900°S 163.317°E
基斯山是南極洲的山峰，位於維多利亞地的彭內爾海岸，屬於鮑爾斯山脈的一部分，處於拉斯托爾古耶夫冰川和克勞福德冰川之間，海拔高度1,530米，美國地質調查局根據測量和該國海軍的空中照片繪入地圖。